# Pierrelatte
Pierrelatte település Franciaországban, Drôme megyében. Lakosainak száma 13 909 fő (2022. január 1.). Pierrelatte Bourg-Saint-Andéol, Saint-Marcel-d’Ardèche, Donzère, La Garde-Adhémar, Saint-Paul-Trois-Châteaux, Bollène és Lapalud községekkel határos.

## Népesség
A település népességének változása:
| Lakosok száma | 9757 | 11 596 | 11 770 | 12 315 | 12 936 | 13 105 | 13 496 | 13 510 | 13 708 | 13 909 |
|               | 1968 | 1982   | 1990   | 2006   | 2013   | 2015   | 2017   | 2019   | 2020   | 2022   |